# ロバート・ニーダム (第8代キルモリー子爵)
第8代キルモリー子爵ロバート・ニーダム（英語: Robert Needham, 8th Viscount Kilmorey、1702年10月 – 1717年2月19日）は、アイルランド貴族。

## 生涯
第7代キルモリー子爵ロバート・ニーダムとメアリー・オフリー（Mary Offley、1685年頃 – 1765年、ジョン・オフリーの娘）の息子として、1702年10月に生まれた。
1710年10月2日に父が死去すると、キルモリー子爵の爵位を継承した。
1717年2月19日に生涯未婚のままインフィールドで死去、弟トマスが爵位を継承した。